# Franz von Jagemann
Franz Josef Carl von Jagemann (* 19. März 1804 in Gerlachsheim; † 14. Mai 1889 in Freiburg im Breisgau; katholisch) war ein deutscher Jurist im Staatsdienst des Großherzogtums Baden.

## Familie
Franz von Jagemann war der Sohn von Philipp Anton von Jagemann (* 28. März 1780 in Duderstadt; † 5. Oktober 1850 in Baden-Baden), Geh. Rat 2. Klasse und Hofgerichtspräsident.

## Leben
Jagemann begann im Wintersemester 1821/22 sein Studium der Rechtswissenschaft an der Ruprecht-Karls-Universität Heidelberg. Er wechselte am 21. Oktober 1823 an die Georg-August-Universität Göttingen und wurde im Corps Bado-Württembergia aktiv. Nach dem Examen war er ab 1825 bei mehreren Ämtern und im Ministerium des Innern Rechtspraktikant. Am 30. Dezember 1830 erfolgte sein Eintritt in den Staatsdienst und am 14. Januar 1831 wurde er Ministerialsekretär im Ministerium des Innern. Am 9. November 1834 wurde er zum Amtmann befördert und trat seine Stelle als zweiter Beamter beim Bezirksamt Oberkirch an. Am 13. Januar 1838 wurde er Amtmann beim Bezirksamt Rastatt und am 16. Januar 1839 Amtmann und Amtsvorstand beim Bezirksamt Philippsburg. Zum 15. Dezember 1842 wurde er zum Oberamtmann befördert und trat seine Stelle beim Bezirksamt Kenzingen an. Am 8. September 1849 wurde er Amtsvorstand beim Bezirksamt Gengenbach und anschließend ab dem 12. Oktober 1849 zweiter Beamter beim Stadtamt Freiburg. Zum 25. Januar 1854 trat er aus eigenem Wunsch aus dem Staatsdienst aus und stellte 1858 einen Antrag auf Wiederverwendung, der aber abgelehnt wurde. Ab 1859 erhielt er eine Gnadenrente von jährlich 1000 Gulden.

## Ehrungen
- Gregoriusorden, Komtur, verliehen von Pius IX. (1863)